# Ligne 12 du métro de Shanghai
 (février 2022).
Pour les articles homonymes, voir Ligne 12.

La ligne 12 du métro de Shanghai est une ligne est-ouest du métro de Shanghai, en Chine. Elle va de Jinhai Road située à Pudong à Qixin Road dans le district de Minhang. Le premier tronçon de Tiantong Road à Jinhai Road a ouvert le 29 décembre 2013. Une première extension qui a étendu la ligne jusqu'à Qufu Road est entrée en service le 10 mai 2014. Les stations restantes ont ouvert le 19 décembre 2015,. La ligne est de couleur verte sur les cartes. Depuis l'ouverture de l'extension en décembre 2015, la ligne 12 est la ligne qui a le plus de connexions avec les autres lignes du métro de Shanghai. En 2020, la ligne sera connectée avec deux nouvelles lignes de métro: la ligne 15 et la ligne 18.

Carte à l'échelle de la ligne 12 du métro de Shanghai

## Historique
| Segment                       | Commencement     | Longueur           | Station (s) | Nom           |
| ----------------------------- | ---------------- | ------------------ | ----------- | ------------- |
| Route Tiantong — Route Jinhai | 29 décembre 2013 | 17,5 km (10,87 mi) | 15          | (1re section) |
| Chemin Qufu — Chemin Tiantong | 10 mai 2014      | 1,1 km (0,68 mi)   | 1           | (2e section)  |
| Chemin Qixin — Chemin Qufu    | 19 décembre 2015 | 21,8 km (13,55 mi) | 16          | (3e section)  |

## Stations
| Service routes | Service routes | Station                       | Station      | Connexions                                                   | Distance km | Distance km | Localisation |
| Service routes | Service routes | Anglais                       | Chinois      | Connexions                                                   | Distance km | Distance km | Localisation |
| -------------- | -------------- | ----------------------------- | ------------ | ------------------------------------------------------------ | ----------- | ----------- | ------------ |
|                |                |                               |              |                                                              |             |             |              |
| ●              |                | Qixin Road                    | 七莘路       |                                                              | 0.00        | 0.00        | Minhang      |
| ●              |                | Hongxin Road                  | 虹莘路       |                                                              | 1.73        | 1.73        | Minhang      |
| ●              |                | Gudai Road                    | 顾戴路       |                                                              | 1.23        | 2.96        | Minhang      |
| ●              |                | Donglan Road                  | 东兰路       |                                                              | 1.87        | 4.83        | Minhang      |
| ●              | ●              | Hongmei Road                  | 虹梅路       |                                                              | 0.69        | 5.52        | Minhang      |
| ●              | ●              | Hongcao Road                  | 虹漕路       |                                                              | 1.42        | 6.94        | Xuhui        |
| ●              | ●              | Guilin Park                   | 桂林公园     |                                                              | 0.83        | 7.77        | Xuhui        |
| ●              | ●              | Caobao Road                   | 漕宝路       | Ligne 1 du métro de Shanghai                                 | 1.55        | 9.32        | Xuhui        |
| ●              | ●              | Longcao Road                  | 龙漕路       | Ligne 3 du métro de Shanghai                                 | 0.84        | 10.16       | Xuhui        |
| ●              | ●              | Longhua                       | 龙华         | Ligne 11 du métro de Shanghai                                | 1.04        | 11.20       | Xuhui        |
| ●              | ●              | Middle Longhua Road           | 龙华中路     | Ligne 7 du métro de Shanghai                                 | 1.35        | 12.55       | Xuhui        |
| ●              | ●              | Damuqiao Road                 | 大木桥路     | Ligne 4 du métro de Shanghai                                 | 1.57        | 14.12       | Xuhui        |
| ●              | ●              | Jiashan Road                  | 嘉善路       | Ligne 9 du métro de Shanghai                                 | 1.01        | 15.13       | Xuhui        |
| ●              | ●              | South Shaanxi Road            | 陕西南路     | Ligne 10 du métro de Shanghai · Ligne 1 du métro de Shanghai | 1.49        | 16.62       | Huangpu      |
| ●              | ●              | West Nanjing Road             | 南京西路     | Ligne 13 du métro de Shanghai · Ligne 2 du métro de Shanghai | 1.40        | 18.02       | Jing'an      |
| ●              | ●              | Hanzhong Road                 | 汉中路       | Ligne 13 du métro de Shanghai · Ligne 1 du métro de Shanghai | 1.48        | 19.50       | Jing'an      |
| ●              | ●              | Qufu Road                     | 曲阜路       | Ligne 8 du métro de Shanghai                                 | 1.24        | 20.74       | Jing'an      |
| ●              | ●              | Tiantong Road                 | 天潼路       | Ligne 10 du métro de Shanghai                                | 1.04        | 21.78       | Jing'an      |
| ●              | ●              | International Cruise Terminal | 国际客运中心 |                                                              | 1.69        | 23.47       | Hongkou      |
| ●              | ●              | Tilanqiao                     | 提篮桥       |                                                              | 0.98        | 24.45       | Hongkou      |
| ●              | ●              | Dalian Road                   | 大连路       | Ligne 4 du métro de Shanghai                                 | 0.79        | 25.24       | Yangpu       |
| ●              | ●              | Jiangpu Park                  | 江浦公园     |                                                              | 1.29        | 26.53       | Yangpu       |
| ●              | ●              | Ningguo Road                  | 宁国路       |                                                              | 0.91        | 27.44       | Yangpu       |
| ●              | ●              | Longchang Road                | 隆昌路       |                                                              | 1.42        | 28.86       | Yangpu       |
| ●              | ●              | Aiguo Road                    | 爱国路       |                                                              | 0.92        | 29.78       | Yangpu       |
| ●              | ●              | Fuxing Island                 | 复兴岛       |                                                              | 0.82        | 30.60       | Yangpu       |
| ●              | ●              | Donglu Road                   | 东陆路       |                                                              | 1.70        | 32.30       | Pudong       |
| ●              | ●              | Jufeng Road                   | 巨峰路       | Ligne 6 du métro de Shanghai                                 | 1.09        | 33.39       | Pudong       |
| ●              |                | North Yanggao Road            | 杨高北路     |                                                              | 1.27        | 34.66       | Pudong       |
| ●              |                | Jinjing Road                  | 金京路       |                                                              | 1.16        | 35.82       | Pudong       |
| ●              |                | Shenjiang Road                | 申江路       |                                                              | 1.14        | 36.96       | Pudong       |
| ●              |                | Jinhai Road                   | 金海路       | Ligne 9 du métro de Shanghai                                 | 2.53        | 39.49       | Pudong       |
|                |                |                               |              |                                                              |             |             |              |

### Stations importantes
- Hanzhong Road (汉中路站) — une importante station connectée avec les lignes 1 et 13.
- South Shaanxi Road (陕西南路站) — une importante station connectée avec les lignes 1 et 10.
- West Nanjing Road (南京西路站) — cette station est située sur la fameuse rue de Nankin et est connectée avec les lignes 2 et 13.

## Matériel roulant
| Type   | Temps de fabrication | Séries | Ensembles | Assemblée                 | Remarques                                                                |
| ------ | -------------------- | ------ | --------- | ------------------------- | ------------------------------------------------------------------------ |
| Type A | 2011 — 2013          | 12A01  | 41        | Tc + Mp + M + M + Mp + Tc | Fabriqué par CNR Changchun sur la base de la plateforme Bombardier Movia |
| Type A | 2017 — 2018          | 12A02  | 15        | Tc + Mp + M + M + Mp + Tc | Fabriqué par CNR Changchun                                               |
| Type A | 2019 —               | 12A03  | 19        | Tc + Mp + M + M + Mp + Tc | Fabriqué par CNR Changchun                                               |